# Ameira marina
Ameira marina är en kräftdjursart. Ameira marina ingår i släktet Ameira och familjen Ameiridae. Inga underarter finns listade i Catalogue of Life.